# De particulier à particulière
Pour plus de détails, voir Fiche technique et Distribution.
De particulier à particulière (Intimate Relations) est un film britannico-canadien, sorti en 1996.

## Fiche technique
- Titre original : Intimate Relations
- Titre français : De particulier à particulière
- Réalisation : Philip Goodhew
- Scénario : Philip Goodhew
- Musique : Lawrence Shragge
- Pays d'origine : Royaume-Uni - Canada
- Format : Couleurs
- Genre : comédie noire
- Date de sortie : 1996

## Distribution
- Julie Walters : Marjorie
- Rupert Graves : Harold
- Matthew Walker : Stanley
- Laura Sadler : Joyce
- Amanda Holden : Pamela
- Nicholas Hoult : Bobby